# تشيريزيتو
تشيريزيتو (بالإيطالية: Cereseto)‏ هي بلدية في مقاطعة ألساندريا في إقليم بييمونتي في إيطاليا.

## السكان
في سنة 1861 بلغ عدد السكان 1٬274 نسمة، وتطور العدد ليصل في سنة 2011 لـ 457 نسمة.
يظهر هذا المخطط البياني تطور النمو السكاني لـ تشيريزيتو